# ベイ・オブ・プレンティ (NPC)
ベイ・オブ・プレンティ（Bay of Plenty）は、ニュージーランドのマウント・マウンガヌイ地区を本拠地とするラグビーユニオンおよびその代表チームである。愛称をつけて「ベイ・オブ・プレンティ・スティーマーズ（Bay of Plenty Steamers）」ともいう。ナショナル・プロヴィンシャル・チャンピオンシップ（NPC、ニュージーランド州代表選手権）に出場している。

## 概要
ベイ・オブ・プレンティ・ラグビーユニオンは、ベイ・オブ・プレンティ地方の東部・中部・西部のクラブを統括している。
1911年設立され、1976年にナショナル・プロヴィンシャル・チャンピオンシップ（NPC、ニュージーランド州代表選手権）が始まり、その第1回大会で優勝した。その後はほとんど2部で活動したが、2024年にNPC1部で準優勝となる。
スーパーラグビーでは、タラナキ、ワイカト、カウンティーズ・マヌカウ、キングカントリー、イーストコースト、テムズバレーと共に、チーフスのフランチャイズとなっている。
プレイングカラーは、ブルーとゴールド（黄色）。

## ホームスタジアム
- Rotorua International Stadium（ロトルア国際スタジアム）[6] - 1911年建設。収容人数26,000人。ワールドカップ1987（第1回大会）、ワールドカップ2011でも使用された。
- Tauranga Domain（タウランガ・ドメイン）[7] - 収容人数5,000人。

## 主な勝利履歴
- ナショナル・プロヴィンシャル・チャンピオンシップ（NPC）1部：1976年優勝
- ナショナル・プロヴィンシャル・チャンピオンシップ（NPC）2部北島：1978年優勝
- ナショナル・プロヴィンシャル・チャンピオンシップ（NPC）2部：2000年優勝
- ランファーリー・シールド：2004年8月（2勝）[8][9]
- ナショナル・プロヴィンシャル・チャンピオンシップ（NPC）2部：2019年優勝
- ナショナル・プロヴィンシャル・チャンピオンシップ（NPC）1部：2024年準優勝[5]